# Spriggina floundersi
Spriggina floundersi is een uitgestorven borstelworm waarvan de positie binnen die groep onduidelijk is.
De wetenschappelijke naam van de soort werd in 1958 gepubliceerd door Glaessner.